# ȹ
Cette page contient des caractères spéciaux ou non latins. S’ils s’affichent mal (▯, ?, etc.), consultez la page d’aide Unicode.
La lettre ȹ est une lettre spéciale utilisée dans la transcription de phonèmes de certaines langues, notamment de langues africaines. C'est un q et un p ligaturés (qp) ou une forme de phi cursif (φ). Elle représente une consonne occlusive labio-dentale sourde (en API [p̪]). On ne doit pas la confondre avec la lettre ef ф de l'alphabet cyrillique ou la lettre phi de l'alphabet grec.

## Utilisation
Clement Martyn Doke utilise les lettres ȹ et ȸ (avec la forme de phi grec cursif fermé ‹ φ › et ‹ φ › dans certaines éditions)  pour transcrire les consonnes affriquées nasalisées [ɱȹf] et [ɱȸv] écrites ‹ mf › et ‹ mv › en zoulou,,.
Jacqueline M. C. Thomas et Jean-Marie Pruvost-Beaurain utilisent les lettres ȹ et ȸ plutôt pour les consonnes occlusives apico-labiales sourde [p̺] et voisée [b̺] de l’oubykh, (aussi notées [t̼] et [d̼] ou [t͡p] et [d͡b]).

## Représentation informatique
- - Capitale : (aucune)
  - Bas-de-casse : U+0239